# العالم الإسلامي قبل الحروب الصليبية

تمثال ألب آرسلان أحد سلاطين العالم الإسلامي

اجتاح المغول المناطق الشرقية من العالم الإسلامي في القرن السابع للهجرة في القرن الرابع الهجري وفي النصف الأول من القرن الخامس الهجري، كان العالم الإسلامي كله إلا قليل القليل، واقعًا تحت سيطرة المذهب الشيعي. ففي منطقة العراق كانت هناك الخلافة العباسية السُّنية، ولكنها دخلت في طورٍ شديد من أطوار الضعف. وإلى الشرق من الخلافة العباسية وإيران حيث أقاليم آسيا الوسطى، كان السامانيون يسيطرون على شرق إيران ومنطقة أفغانستان وجنوب روسيا وما حولها. أما الجزيرة العربية فكانت تحت حكم القرامطة. 
ثم في وسط العالم الإسلامي وغربه كانت الدولة الفاطمية العبيدية الشيعية الإسماعيلية تسيطر على أرجاء واسعة؛ حيث سيطرت على مصر سنة (358هـ) 969م ، وظلت مسيطرة عليها قرابة قرنين كاملين من الزمان، وامتدت سيطرتها بعد ذلك لتشمل أرض فلسطين والشام والجزيرة العربية.
وفي أوائل القرن الخامس ظهرت قوة جديدة على الساحة الإسلامية، هي قوة الأتراك السُّنَّة القادمين من وسط آسيا، وهم أكثر من قبيلة، وإن كان يجمعهم العرق التركي. وكان أبرز هذه القبائل هي قبيلة الغزنويين الأتراك، الذين استغلوا حالة الضعف التي اعترت دولة بني بويه وكذلك آل سامان، فبدأت تنتشر وتسيطر على مناطق شرق إيران وأفغانستان والهند. 
ثم ظهرت قبيلة أخرى من قبائل الأتراك هي قبيلة السلاجقة (نسبة إلى جَدِّهم سَلْجُوق بن دُقَاق)، وتوغلت هذه القبيلة في إقليم خراسان، وصارت تحت تبعية الغزنويين فترة من الزمان، إلا أنهم في النهاية قاموا بالثورة عليهم، واستقلوا بإقليم خراسان (شرق وشمال إيران) تحت قيادة طغرل بك، وكان ذلك في (428هـ) 1037م.

## معركة ملاذكرد
وفي سنة (455هـ) 1063م تُوفِّي طغرل بك ليخلفه القائد الإسلامي ألب أرسلان، الذي غيَّر كثيرًا من سياسة السلاجقة في آسيا الصغرى، حيث أصبحت تستهدف البقاء والسيطرة على الأراضي البيزنطية والأرمينية، وأدى ذلك إلى نشوب معركة كبرى بين السلاجقة والدولة البيزنطية، وذلك في سنة (463هـ) 1071م، وهي معركة ملاذكرد (مانزكرت)، وهي من أقوى المعارك في تاريخ المسلمين، حيث استطاع السلاجقة بقيادة ألب أرسلان وبجيش قوامه عشرون ألفًا فقط، أن يهزموا جيش الدولة البيزنطية المكوَّن من أكثر من مائتي ألف جندي بقيادة رومانوس الرابع إمبراطور الدولة البيزنطية. 
وكان من الآثار السيئة الأخرى لهذا الصراع أن فَقَد سلاجقة الروم وسلاجقة الشام أي ثقة في التعاون والاتحاد، وكان لهذا أشد الأثر في انهيار المقاومة أمام الصليبيين بعد ذلك. وهكذا صار ملك السلاجقة موزَّعًا على الصورة الآتية في نهاية القرن الخامس الهجري (نهاية القرن الحادي عشر الميلادي): 
1. دولة السلاجقة الكبرى وهي التي خلفها ملكشاه الأول، وظلت تحكم أقاليم واسعة أهمها العراق وإيران، وكانت لها السيطرة المباشرة على الخلافة العباسية، وهذه كان بها صراعات داخلية، وإن كانت ظلت متماسكة إلى حدٍّ ما، وكان يحكمها خلفًا لملكشاه ابنه الأكبر بركياروق، وقامت ضده عدة ثورات من أقاربه وأعمامه، ولكنه ظل حاكمًا حتى وفاته (498هـ) 1104م .
2. بيت سلاجقة كرمان (جنوب إيران ومنطقة باكستان)، وهم عشيرة قاروت بك بن داود بن ميكائيل بن سلجوق، وهو أخو القائد الكبير ألب أرسلان.[7]
3. سلاجقة عراق العجم وكردستان (في شمال العراق).
4. سلاجقة الشام، وهم بيت تتش بن ألب أرسلان، وهؤلاء انقسموا على أنفسهم عدة انقسامات، وفتَّتوا الشام إلى عدة إمارات، سنأتي لتفصيلها بإذن الله.
5. سلاجقة الروم بآسيا الصغرى، وهم بيت قتلمش بن إسرائيل بن سلجوق، والذي كان أكبرهم سليمان بن قتلمش أقوى ملوكهم، الذي قُتل سنة (478هـ) 1086م كما بينا.

## الوضع في الشام
في أرض الشام صارت حلب إمارة مستقلة تحت زعامة رضوان بن تتش، وصارت دمشق أيضًا إمارة مستقلة تحت حكم دُقَاق بن تتش، أما فلسطين فقد كانت تحت حكم سقمان وإيلغازي أولاد أرتق التركماني، وهو أحد القادة الذين كانوا يتبعون تتش بن ألب أرسلان. 
ثم إن الدولة العبيدية (الفاطمية) - التي كانت تحكم مصر آنذاك - كانت متفوقة في أسطولها البحري عن السلاجقة؛ مما مكَّنها من السيطرة على موانئ الشام، وأهمها صور وصيدا وعكا وجبيل، غير أن ميناء طرابلس كان إمارة مستقلة تحت حكم ابن عمار أبي طالب، وهو من الزعماء الشيعة المنشقِّين عن الدولة العبيديّة.

## الوضع في آسيا الصغرى
ولم يكن حال آسيا الصغرى بأفضل من حال الشام، وخاصةً بعد مقتل سليمان بن قتلمش سنة (478هـ) 1086م ، وكان السلطان ملكشاه قد أخذ ابن سليمان بن قتلمش وهو قلج أرسلان إلى فارس تحت رقابته ، غير أنه عند وفاة ملكشاه وولاية ابنه بركياروق أطلق سراح قلج أرسلان ليصبح بذلك زعيم السلاجقة الروم ، وإن لم يتمكن من السيطرة على كل آسيا الصغرى. ولا يخفى على أحد أنه كان لا يمتلك الخبرة الكافية لهذه المهمة الكبيرة، وهي قيادة منطقة تموج بالمشاكل والفتن، سواء من المسلمين أو من غير المسلمين؛ فالمشاكل الداخلية بين الأتراك، والمشاكل مع سلاجقة الشام كانت مستمرة ومستعرة، إضافةً إلى وجودها إلى جوار الدولة البيزنطية العدو اللدود والتقليدي للمسلمين على مدار خمسة قرون متتالية.

## الوضع في مصر
كانت مصر في هذه الأثناء تحت حكم العبيديين (الملقَّبين بالفاطميين)، وقد بدأ حكمهم في مصر سنة (358هـ) 969م بعد عدة محاولات لاحتلالها على مدار أكثر من خمسين سنة سابقة، ثم آلت لهم في النهاية مع شمال إفريقيا، بل وامتد حكمهم إلى الشام والحجاز. 
والعبيديون طائفة من الشيعة، وهم يدَّعون النسب إلى فاطمة رضي الله عنها بنت رسول الله، وقد سيطروا على المغرب سنة (296هـ) 908م، ثم انتشروا في شمال أفريقيا، وأقاموا ما يسمونه بالخلافة الفاطمية، وكانوا جميعًا من طائفة الإسماعيلية، وهي إحدى الطوائف المنشقة عن الشيعة والمنتسبة إلى إسماعيل بن جعفر الصادق ؛ ومنهم من ادَّعى الألوهية، ومن أشهرهم الحاكم بأمر الله الذي كان زعيمًا لدولتهم في مصر، وهو الذي خاطبه الشاعر بقوله:
أما الطائفة التي كانت تحكم مصر في أواخر القرن الخامس الهجري، أيام قدوم الحملة الصليبية فكانت طائفة المستعلية الإسماعيلية، وكانوا قد فقدوا السيطرة تمامًا على مناطق شمال غرب إفريقيا، ولم يعُدْ لهم في ملكهم إلا مصر، وكانت لهم أطماع كبيرة في الشام وفلسطين؛ ولذلك فإنهم كانوا في حروب مستمرة مع السلاجقة السُّنة، ولم يكونوا يمانعون أبدًا في التحالف مع الروم البيزنطيين تارة، ومع الصليبيين أنفسهم تارة أخرى في سبيل القضاء على السلاجقة، واقتطاع جزء من أرض الشام وفلسطين.

## الوضع في شرق آسيا
وقد كان الغزنويون يسيطرون على أفغانستان والهند، ولكنهم كانوا قد دخلوا في وقت أفولهم، وبالتالي ضعفت قوتهم جدًّا عن نصرة بلاد الشام، فضلًا عن بُعد مسافاتهم عن هذه الأراضي. 

## الوضع في اليمن
وكانت اليمن مقسَّمة بين ثلاث طوائف هم: بنو نجاح، والصليحيون، وبنو زريع؛ وكانت الحروب بينهم مستمرة، وكان يغلب على معظمهم التشيُّع، وكانوا يدينون بالولاء للدولة العبيديّة في مصر.

## الوضع في تونس
وكانت تونس تحت حكم آل زيري، وكانوا أيضًا قد دخلوا في طور من الضعف؛ مما أدى إلى فَقْد ثغر من أعظم الثغور الإسلامية، وهي جزيرة صقلية، حيث استطاع الإيطاليون النورمانيون أن يسيطروا عليها تمامًا سنة (484هـ) 1091م، وزال نفوذ آل زيري عنها، وبالتبعية زال وجود المسلمين من الجزيرة بعد حكم دام مائتين وسبعين سنة متصلة.

## الوضع في المغرب العربي
أما المكان الوحيد الذي كان يشهد قوة إسلامية في ذلك الزمن، فكان بلاد المغرب العربي وغرب إفريقيا والأندلس؛ حيث كانت هذه المناطق تابعة لدولة المرابطين العظيمة تحت قيادة قائدهم يوسف بن تاشفين، وهو الذي أنزل بالصليبيين القادمين من شمال إسبانيا وفرنسا الهزيمة الساحقة في معركة الزَّلاَّقة سنة (479هـ) 1086م في وسط بلاد الأندلس. 
وهذه الدولة الكبيرة - على قوتها - لم تكن تستطيع أن تساعد بلاد المشرق في حروبهم ضد الحملات الصليبية، لا لبُعد المسافة فقط ولكن لانشغالهم الشديد في حرب الصليبيين شمال الأندلس، والوثنيين في غرب إفريقيا ووسطها.